# Katsuwonus pelamis

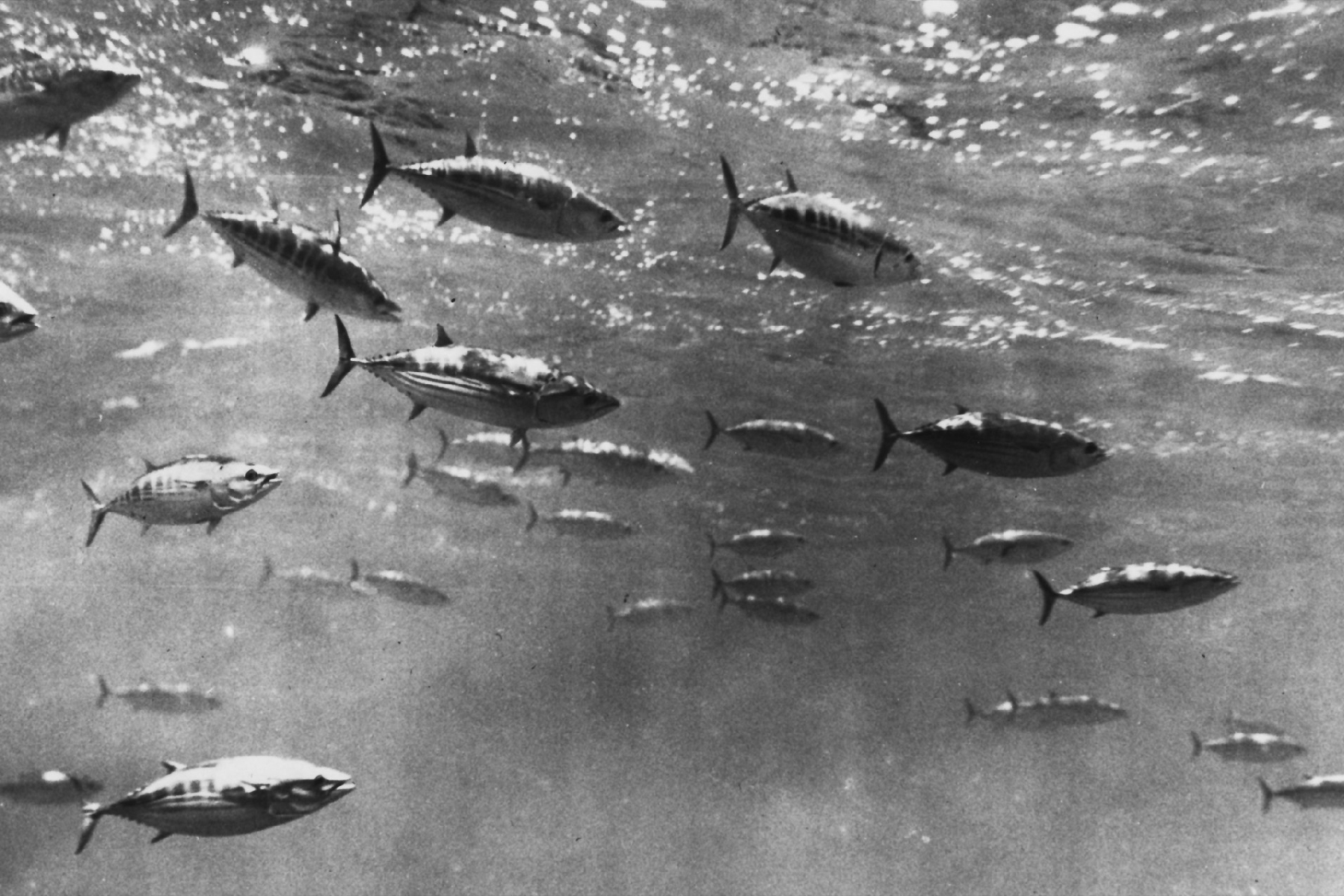
Banco di K. pelamis

Il tonnetto striato (Katsuwonus pelamis, Linnaeus, 1758), a cui spesso ci si riferisce con il vecchio nome Euthynnus pelamis, è un pesce di mare appartenente alla famiglia Scombridae.
È l'unica specie nota del genere Katsuwonus Kishinouye, 1915.

## Descrizione
Simile al tonnetto alletterato, da cui si distingue per la sagoma più panciuta ("da tonno") e per la colorazione. La livrea è del tutto diversa: blu acciaio sul dorso e bianco madreperlaceo sul ventre, percorso da 4-7 caratteristiche linee scure orizzontali che lo rendono inconfondibile.
Può raggiungere, raramente, 1 m di lunghezza per un peso di circa 20 kg.

## Biologia

### Alimentazione
Si nutre di piccoli pesci pelagici, soprattutto di clupeidi.

### Riproduzione
Si riproduce in estate.

## Distribuzione e habitat
È una specie cosmopolita presente in tutti i mari temperati e caldi; nel mar Mediterraneo è complessivamente rara, e così anche nei mari italiani. È pelagico e raramente si avvicina alle coste. Vive in banchi fittissimi, talvolta composti da migliaia di individui.

## Pesca
Specie molto importante per la pesca commerciale. Viene catturato dai pescatori sportivi con la tecnica della traina utilizzando esche artificiali. Le sue carni sono considerate di qualità leggermente inferiore a quelle del tonnetto alletterato

## Gastronomia
Il tonnetto striato è conosciuto nella cucina giapponese come katsuo. Viene di solito affumicato, essiccato e tagliato in finissime scagliette per fare il katsuobushi, il principale ingrediente del dashi (brodo di pesce). Le scagliette vengono usate anche come guarnitura o condimento finale per diverse pietanze, tra le quali i takoyaki e l'okonomiyaki. Il pesce tagliato in pezzi viene marinato per fare il katsuo no shiokara. Un piatto tipico della cucina di Kōchi, nell'isola giapponese di Shikoku, è il Katsuo no tataki, in cui il tonnetto viene scottato leggermente alla griglia, tagliato a fette, servito con cipolline, aglio e zenzero, condito con sale o salsa di soia, aceto e succo di limone. Viene inoltre consumato crudo come sashimi e nel sushi.
Nella cucina indonesiana è chiamato cakalang; il piatto più popolare in cui viene impiegato è il cakalang fufu, tipico dei minahasa di Sulawesi. Si utilizza anche nella cucina delle Maldive.
Sull'isola di Madera in Portogallo si chiama gaiado e viene mangiato fresco (bollito) o, più tradizionalmente, seccato al sole con sale e poi bollito e condito con escabeche (misto di olio extravergine di oliva, aceto, cipolla, aglio, prezzemolo). È tipico della zona di Machico e Caniçal.
Da qualche tempo si usa anche per il confezionamento in scatola sott'olio.

## Galleria d'immagini
|  |  |  |